# Адлер, Юлиус (биохимик)
Юлиус Адлер (англ. Julius Adler; 30 апреля 1930, Эдельфинген — 2 апреля 2024) — американский биохимик. Доктор философии (1957), эмерит-профессор Висконсинского университета, где преподавал с 1960 года; член НАН США (1978) и Американского философского общества (1989). Отмечен Selman A. Waksman Award in Microbiology (1980) и Otto Warburg Medal (1986).

## Биография
Окончил Гарвард (бакалавр, 1952). Степени магистра (1954) и доктора философии (1957) по биохимии получил в Университете Висконсина, занимался у Henry A. Lardy. Являлся постдоком у Артура Корнберга в Вашингтонском университете (1957—1959) и у A. Dale Kaiser в Стэнфордском университете (1959—1960). С 1960 года ассистент-профессор Висконсинского университета, с 1963 года ассоциированный профессор, фул-профессор с 1966 года и именной (Edwin Bret Hart Professor) с 1972 года, с 1982 по 1992 год Steenbock Professor, а затем — эмерит-профессор с 1997 года. Член Американской академии искусств и наук (1976).
Умер 2 апреля 2024 года в возрасте 93 лет.

### Награды и отличия
- Pasteur Award Medal, Illinois Society for Microbiology (1977)
- Selman A. Waksman Award in Microbiology[англ.] (1980)
- Otto Warburg Medal[англ.] (1986)
- R. H. Wright Award in Olfactory Research, Simon Fraser University in Canada (1988)
- Hilldale Award, University of Wisconsin-Madison (1988)
- Abbott-American Society for Microbiology Lifetime Achievement Award (1995)
- William C. Rose Award[англ.] (1996)